# بهزاد رحیم‌خانی
محمدحسین رحیم‌خانی معروف به بهزاد رحیم‌خانی (زاده ۲۸ شهریور ۱۳۲۲) یکی از بازیگران ایرانی است. وی که دارای مدرک فوق دیپلم است، فعالیت هنری اش را از سن ۱۶ سالگی با نمایش‌های رادیویی آغاز کرد. سپس به تئاتر روی آورد و از سال ۱۳۵۲ با فیلم مغربی به کارگردانی محمدرضا فاضلی وارد سینما شد.

## کارنامهٔ هنری

### سینما
1. پاگچی (۱۳۹۷)
2. رگ خواب (۱۳۹۴)
3. مردی روی ماه (۱۳۹۴)
4. نصف مال من، نصف مال تو (۱۳۸۵)
5. بله برون (۱۳۸۲)
6. جوانی (۱۳۷۷)
7. پشت دیوار شب (۱۳۷۶)
8. پنجه در خاک (۱۳۷۶)
9. روز دیدار (۱۳۷۴)
10. شیرین و فرهاد (۱۳۷۴)
11. گریز از مرگ (۱۳۷۴)
12. رویای نیمه شب تابستان (۱۳۷۳)
13. شریک زندگی (۱۳۷۳)
14. از بلور خون (۱۳۷۱)
15. در جستجوی بهار (۱۳۶۹)
16. زمان از دست رفته (۱۳۶۸)
17. شرایط عینی (۱۳۶۶)
18. شیر سنگی (۱۳۶۵)
19. پدربزرگ (۱۳۶۴)
20. خط پایان (۱۳۶۴)
21. پایگاه جهنمی (۱۳۶۳)
22. عقاب‌ها (۱۳۶۳)
23. سناتور (۱۳۶۲)
24. بازرس ویژه (۱۳۶۰)
25. در محاصره (۱۳۶۰)
26. پیشکسوت (۱۳۵۵)
27. شیر خفته (۱۳۵۵)
28. مغربی (۱۳۵۲)

### تلویزیون
| سال       | نام                            | سمت          | کارگردان                        | توضیحات                                                                   |
| --------- | ------------------------------ | ------------ | ------------------------------- | ------------------------------------------------------------------------- |
| ۱۴۰۰      | خودخواسته                      | بازیگر       | علیرضا بذرافشان                 | شبکه ۱                                                                    |
| ۱۳۹۸      | گاندو                          | بازیگر       | جواد افشار                      | شبکه ۳                                                                    |
| ۱۳۹۸      | دنگ و فنگ روزگار               | بازیگر       | جواد مزدآبادی                   | شبکه ۱                                                                    |
| ۱۳۹۴      | آقا و خانم سنگی                | بازیگر       | شاهد احمدلو                     | شبکه ۳                                                                    |
| ۱۳۹۴      | تله‌فیلم «واتاب»                | بازیگر       | مرجان شبانکاره - دانیال علیزاده |                                                                           |
| ۱۳۹۳      | تله‌فیلم «فردا روز دیگری است»   | بازیگر       | محمدرضا زهتابی                  |                                                                           |
| ۱۳۹۳      | تله‌فیلم «همدل‌شدگان»            | بازیگر       | علیرضا اتفاقیان                 | شبکه ۱                                                                    |
| ۱۳۹۳      | تله‌فیلم «درد پنهان»            | بازیگر       | محمد بصیری                      | شبکه قرآن و معارف                                                         |
| ۱۳۹۲      | تله‌فیلم «آخرین تماس»           | بازیگر       | سیدمحسن خرمدره                  |                                                                           |
| ۱۳۹۲      | تله‌فیلم «پیشگویی‌های مرد آبانی» | بازیگر       | محمد احتشامی                    |                                                                           |
| ۱۳۹۱      | تله‌فیلم «ماشین مش ممدلی»       | بازیگر       | حمیدرضا شرفی                    | شبکه ۱                                                                    |
| ۱۳۹۱      | تله‌فیلم «رد خون»               | بازیگر       | سیدمحسن خرمدره                  | شبکه ۱                                                                    |
| ۱۳۹۰      | تله‌فیلم «در برابر باد»         | بازیگر       | حسین تبریزی                     | به سفارش صدا و سیمای مرکز کردستان                                         |
| ۱۳۹۰      | شوق پرواز                      | بازیگر       | یدالله صمدی                     | شبکه ۱                                                                    |
| ۱۳۹۰      | موج و صخره                     | بازیگر       | مجید صالحی                      | شبکه تهران                                                                |
| ۱۳۸۹–۱۳۹۰ | مختارنامه                      | بازیگر       | داود میرباقری                   | در نقش «یکی از اشراف شهر کوفه» / شبکه ۱                                   |
| ۱۳۸۹      | تله‌فیلم «شهرام و بهرام»        | بازیگر       | شهراد خادم                      |                                                                           |
| ۱۳۸۹      | تله‌فیلم «گردش پرگار»           | بازیگر       | رضا ابوفاضلی                    | شبکه تهران                                                                |
| ۱۳۸۹      | تله‌فیلم «شانس یا…»             | بازیگر       | علی میری رامشه                  |                                                                           |
| ۱۳۸۷–۱۳۸۹ | تقاطع                          | بازیگر       | رضا ذاکری دلاور                 | شبکه ۳                                                                    |
| ۱۳۸۸      | لطفاً دور نزنیم                 | بازیگر       | مهدی مظلومی                     | شبکه ۵                                                                    |
| ۱۳۸۸      | تله‌فیلم «شطرنج»                | بازیگر       | علیرضا اتفاقیان                 |                                                                           |
| ۱۳۸۸      | عملیات ۱۲۵ (سری دوم)           | بازیگر       | محمدرضا آهنج                    | شبکه تهران                                                                |
| ۱۳۸۷      | تله فیلم «آشیانه‌ای برای زندگی» | بازیگر       | حمید طالقانی                    | شبکه ۱                                                                    |
| ۱۳۸۶      | تله‌فیلم «مقبره نحس»            | بازیگر       | حسین تبریزی                     | شبکه ۲                                                                    |
| ۱۳۸۵      | نرگس                           | بازیگر       | سیروس مقدم                      | شبکه ۳                                                                    |
| ۱۳۸۵      | راه شب                         | بازیگر مهمان | داریوش فرهنگ                    | شبکه ۳                                                                    |
| ۱۳۸۵      | تله‌فیلم «تاوان عشق»            | بازیگر       | امیر داوریان                    | محصول صدا و سیمای مرکز اصفهان                                             |
| ۱۳۸۴–۱۳۸۵ | باران بهاری                    | بازیگر       | مسعود رشیدی                     |                                                                           |
| ۱۳۸۲      | این سه نفر                     | بازیگر       | اصغر توسلی                      | شبکه ۳                                                                    |
| ۱۳۸۲–۱۳۸۵ | چهل سرباز                      | بازیگر       | محمد نوری‌زاد                    | در نقش «عمربن خطاب» / شبکه ۲                                              |
| ۱۳۸۲      | این سه نفر                     | بازیگر       | اصغر توسلی                      | شبکه ۳                                                                    |
| ۱۳۸۴      | کارآگاه رشید                   | بازیگر       | سعید محسن موسویان               |                                                                           |
| ۱۳۸۲      | کلانتر                         | بازیگر       | محسن شاه‌محمدی                   |                                                                           |
| ۱۳۸۲      | فقط به‌خاطر تو                  | بازیگر       | اکبر منصورفلاح                  | شبکه ۳                                                                    |
| ۱۳۸۱      | مهمان‌پذیر طوبی                 | بازیگر مهمان | منوچهر پوراحمد                  | در نوروز ۱۳۸۳ از شبکه ۱ پخش شد.                                           |
| ۱۳۸۱      | شبکه                           | بازیگر       | محمود عزیزی                     | شبکه ۲                                                                    |
| ۱۳۸۰–۱۳۸۱ | تله‌فیلم «شیخ شامل»             | بازیگر       | غلمرضا صیامی‌نژاد                | تهیه شده برای سیمای آذری شبکه جهانی سحر                                   |
| ۱۳۷۹–۱۳۸۱ | جوان امروز                     | بازیگر       | یوسف سیدمهدوی                   | شبکه ۳                                                                    |
| ۱۳۷۸–۱۳۸۱ | روشنتر از خاموشی               | بازیگر       | حسن فتحی                        | شبکه ۱                                                                    |
| ۱۳۸۰      | چراغ‌های خاموش                  | بازیگر       | کاظم بلوچی                      | در رمضان ۸۰ از برنامه کودک و نوجوان شبکه ۱ پخش شد.                        |
| ۱۳۸۰      | تصمیم نهایی                    | بازیگر       | محسن شاه‌محمدی                   | شبکه ۱                                                                    |
| ۱۳۸۰      | نخل و تنهایی                   | بازیگر       | بهروز طاهری                     | در رمضان ۱۳۸۰ از شبکه ۱ پخش شد.                                           |
| ۱۳۷۹–۱۳۸۰ | خورشید و ماه                   | بازیگر       | مهدی حسینی‌وند عالی‌پور           |                                                                           |
| ۱۳۷۹      | سفر باران                      | بازیگر       | بهروز طاهری                     | در سال ۱۳۸۱ از شبکه ۱ پخش شد.                                             |
| ۱۳۷۹      | راهی به سوی خانه               | بازیگر       | حمیدرضا معدنچی                  | شبکه ۱                                                                    |
| ۱۳۷۹      | دختران                         | بازیگر مهمان | اصغر توسلی                      | شبکه تهران                                                                |
| ۱۳۷۷      | برادر خواب                     | بازیگر       | محسن شاه‌محمدی                   | شبکه ۱                                                                    |
| ؟         | قوهای سپید                     | بازیگر       | داریوش جهانگیری                 | در نیمه دوم دههٔ ۷۰ از برنامه «سیمای خانواده» پخش می‌شد.                    |
| ؟         | عکاس‌خانه                       | بازیگر       | شاپور قریب                      | در نیمه دوم دههٔ ۷۰ از شبکه ۱ پخش می‌شد و بخشی از مجموعهٔ «قصه شب سیما» بود. |
| ؟         | همتاسه                         | بازیگر       | کامبیز دری                      | در نیمه دوم دههٔ ۷۰ از برنامه «سیمای خانواده» پخش می‌شد.                    |
| ۱۳۷۶      | شن‌های کف رودخانه               | بازیگر       | یوسف سیدمهدوی                   | شبکه ۳                                                                    |
| ؟         | پله‌های امید                    | بازیگر       | ؟                               | اواسط دههٔ ۷۰ از برنامه «سیمای خانواده» پخش می‌شد.                          |
| ۱۳۷۴      | تله‌فیلم «قلبم هنوز می‌تپد»      | بازیگر       | محسن آقاخان                     |                                                                           |
| ۱۳۷۴      | تازیانه بر باد                 | بازیگر       | اکبر صادقی                      |                                                                           |
| ۱۳۷۴      | داستان یک زندگی                | بازیگر       | کامبیز دری                      | شبکه ۱                                                                    |
| ۱۳۷۴      | آتیه                           | بازیگر       | رضا صفایی                       | شبکه ۱                                                                    |
| ۱۳۷۴      | کارآگاه علوی                   | بازیگر       | حسن هدایت                       | شبکه ۱                                                                    |
| ۱۳۷۳      | پسرعموها                       | بازیگر       | جواد کهنموئی                    | شبکه ۲                                                                    |
| ۱۳۷۲      | خورشید بر خاک                  | بازیگر       | حسین مختاری                     | شبکه ۲                                                                    |
| ۱۳۷۲      | سنگ و شیشه                     | بازیگر       | جمشید حیدری                     | شبکه ۲                                                                    |
| ۱۳۷۰      | گل پامچال                      | بازیگر       | محمدعلی طالبی                   |                                                                           |
| ۱۳۷۰      | فراموش‌خانه                     | بازیگر       | عبدالرضا نواب‌صفوی               |                                                                           |
| ۱۳۷۰      | آینه عبرت                      | بازیگر       | محسن شاه‌محمدی                   | شبکه ۱                                                                    |
| ۱۳۷۰      | ف. م. بیست ساله از تهران       | بازیگر       | فیاض موسوی                      | شبکه ۱                                                                    |
| ۱۳۶۸      | پسرعموها                       | بازیگر       | جواد کهنمویی                    | برنامه کودک و نوجوان شبکه ۲                                               |
| ۱۳۶۷      | هشدارهای پلیس                  | بازیگر       | محسن شاه‌محمدی                   | شبکه ۱                                                                    |
| ۱۳۶۸      | خرچنگ                          |              |                                 |                                                                           |

### شبکه خانگی
| سال  | نام             | سمت    | کارگردان    | توضیحات           |
| ---- | --------------- | ------ | ----------- | ----------------- |
| ۱۴۰۰ | نیسان آبی       | بازیگر | منوچهر هادی | پخش در شبکه خانگی |
| ۱۳۹۷ | هشتگ خاله سوسکه | بازیگر | محمد مسلمی  | پخش در شبکه خانگی |